# Revere (Italie)
Pour les articles homonymes, voir Revere.
Revere ou Revère est une commune de la province de Mantoue, dans la région Lombardie, en Italie.

## Histoire
En 1751-1752, Giuseppe Bazzani réalisa une Madone avec sainte Claire et une Annonciation pour l'église paroissiale.

## Administration
| Période                                  | Période  | Identité             | Étiquette | Qualité |
| ---------------------------------------- | -------- | -------------------- | --------- | ------- |
| 30 mai 2006                              | En cours | Regina Gloria Bonini |           |         |
| Les données manquantes sont à compléter. |          |                      |           |         |

### Hameaux
Zello.

### Communes limitrophes
Borgofranco sul Po, Magnacavallo, Ostiglia, Pieve di Coriano, Serravalle a Po, Villa Poma.

## Culture
Le nouveau musée du Pô se trouve dans le palais ducal, piazza Castello. Il est consacré à l'évolution géologique, la faune, la flore et l'histoire de ces eaux considérées comme élément fondateur de la vie et de la civilisation. Mais aussi à l'histoire de la commune de Revere, avec une réablitation du  Moulin flottant sur le Po qui rappelle une tradition rurale aujourd'hui complètement abandonnée.

## Personnalités liées à la commune
- Luigi Olivetti (1856-1941), peintre italien né à Revere.